# Грей, Эдуард, 1-й виконт Лайл
Эдуард Грей (умер 17 июля 1492) — английский аристократ, 1-й барон Лайл с 1475 года, 1-й виконт Лайл с 1483 года.

## Биография
Эдуард Грей принадлежал к старинному баронскому роду, представители разных ветвей которого носили титулы баронов Грей из Ратина, из Коднора, из Уилтона, из Ротерфилда. Он был внуком Реджинальда, 3-го барона Грея из Ратина, младшим сыном сэра Эдуарда Грея и Элизабет Феррерс, 6-й баронессы Феррерс из Гроуби в своём праве. Наследником матери стал старший брат, Джон (первый муж Элизабет Вудвилл), но Эдуард смог заключить выгодный брак. Он женился на Элизабет Толбот, дочери Джона Толбота, 1-го виконта Лайла. Сын Джона, Томас Толбот, погиб молодым, не оставив потомства, так что права на наследство перешли к Элизабет и её сестре Маргарет, жене Джорджа де Вера (1470). В 1475 году Маргарет умерла бездетной; в результате титул баронов Лайл вышел из состояния неопределённости и достался Элизабет, а Эдуард занял место в парламенте как её муж. В 1483 году король Ричард III заново создал для Грея титул виконта Лайла.
В браке Эдуарда Грея и Элизабет Толбот, дочери Джона Толбота, 1-го виконта Лайла, и Джоан Чеддер, родились:
- Джон (1481—1504), 2-й виконт Лайл и 4-й барон Лайл[3];
- Энн;
- Элизабет (1470/82/84 — 1525/26), 6-я баронесса Лайл, жена Эдмунда Дадли и Артура Плантагенета, внебрачного сына короля Эдуарда IV, ставшего благодаря этому браку 1-м виконтом Лайл очередной креации[4];
- Мюриэль или Маргарет, жена Эдуарда Стаффорда, 2-го графа Уилтшира[5][6].